# صویلح
صویلح (به عربی: صویلح) شهری در استان عمان است که در کشور اردن واقع شده‌است. جمعیت این شهر ۶۱٫۹۴۹ نفر است.